# John Alexander Fuller Maitland
Pour les articles homonymes, voir Maitland et John Maitland.
John Alexander Fuller Maitland, né le 7 avril 1856 à Londres et mort le 30 mars 1936, est un critique musical britannique.

## Biographie
Influent des années 1880 aux années 1920, cet érudit a encouragé la redécouverte de la musique anglaise des XVIe et XVIIe siècles, en particulier d’Henry Purcell et la musique de virginal anglaise. Il a également proposé la notion de Renaissance musicale anglaise dans la seconde moitié du XIXe siècle, en louant en particulier Charles Villiers Stanford et Hubert Parry.
Il a été néanmoins critiqué pour son incapacité à reconnaitre les talents des compositeurs anglais Arthur Sullivan, Edward Elgar et Frederick Delius. Il a aussi tardé aussi à reconnaitre la valeur des compositeurs contemporains comme Claude Debussy et Richard Strauss.
Il a également écrit de nombreuses entrées pour le Grove Dictionary of Music and Musicians, dont il a été nommé rédacteur en chef de la deuxième édition.